# آزمون (فیلم ۲۰۱۱)
آزمون (مجاری: A vizsga) یک فیلم درام مجارستانی است که در سال ۲۰۱۱ منتشر شد.

## بازیگران
- ژولت ناگی
- یانوش کولکا
- گابریلا هموری
- پیتر شرر